# Maria Grazia Roberti
Maria Grazia Roberti (Puegnago del Garda, 10 dicembre 1966) è una maratoneta e fondista di corsa in montagna italiana.

## Palmarès[1]
| Anno | Manifestazione                | Sede                   | Evento         | Risultato | Prestazione | Note |
| ---- | ----------------------------- | ---------------------- | -------------- | --------- | ----------- | ---- |
| 1989 | Mondiali di corsa in montagna | Die-Châtillon-en-Diois | Corsa seniores | 16ª       | 42'06"      |      |
| 1989 | Mondiali di corsa in montagna | Die-Châtillon-en-Diois | A squadre      | Oro       | 21 p.       |      |
| 1991 | Mondiali di corsa in montagna | Zermatt                | Corsa seniores | 13ª       | 46'49"      |      |
| 1991 | Mondiali di corsa in montagna | Zermatt                | A squadre      | Bronzo    | 22 p.       |      |
| 1992 | Mondiali di corsa in montagna | Val di Susa            | Corsa seniores | 11ª       | 43'31"      |      |
| 1992 | Mondiali di corsa in montagna | Val di Susa            | A squadre      | 4ª        |             |      |
| 1993 | Mondiali di corsa in montagna | Gap                    | Corsa seniores | 5ª        | 38'20"      |      |
| 1993 | Mondiali di corsa in montagna | Gap                    | A squadre      | Oro       | 20 p.       |      |
| 1994 | Mondiali di corsa in montagna | Berchtesgaden          | Corsa seniores | 14ª       | 43'22"      |      |
| 1994 | Mondiali di corsa in montagna | Berchtesgaden          | A squadre      | Bronzo    | 35 p.       |      |
| 1995 | Mondiali di corsa in montagna | Edimburgo              | Corsa seniores | 9ª        | 39'49"      |      |
| 1995 | Mondiali di corsa in montagna | Edimburgo              | A squadre      | Argento   | 20 p.       |      |
| 1996 | Mondiali di corsa in montagna | Telfes                 | Corsa seniores | 11ª       | 44'06"      |      |
| 1996 | Mondiali di corsa in montagna | Telfes                 | A squadre      | Argento   | 23 p.       |      |
| 1996 | Europei di corsa in montagna  | Llanberis              | Corsa seniores | Argento   | 53'22"      |      |
| 1996 | Europei di corsa in montagna  | Llanberis              | A squadre      | Oro       | 5 p.        |      |
| 1997 | Mondiali di corsa in montagna | Malé Svatoňovice       | Corsa seniores | 10ª       | 43'24"      |      |
| 1997 | Mondiali di corsa in montagna | Malé Svatoňovice       | A squadre      | Argento   | 24 p.       |      |
| 1997 | Europei di corsa in montagna  | Ebensee                | Corsa seniores | 12ª       |             |      |
| 1997 | Europei di corsa in montagna  | Ebensee                | A squadre      | 5ª        |             |      |
| 1998 | Mondiali di corsa in montagna | Dimitile La Reunion    | Corsa seniores | 5ª        | 48'12"      |      |
| 1998 | Mondiali di corsa in montagna | Dimitile La Reunion    | A squadre      | Oro       | 20 p.       |      |
| 1998 | Europei di corsa in montagna  | Sestriere              | Corsa seniores | 4ª        | 36'22"      |      |
| 1998 | Europei di corsa in montagna  | Sestriere              | A squadre      | Oro       | 6 p.        |      |
| 1999 | Mondiali di corsa in montagna | Mount Kinabalu         | Corsa seniores | 12ª       | 41'33"      |      |
| 1999 | Mondiali di corsa in montagna | Mount Kinabalu         | A squadre      | Bronzo    | 21 p.       |      |
| 1999 | Europei di corsa in montagna  | Bad Kleinkirchheim     | Corsa seniores | 8ª        | 59'02"      |      |
| 1999 | Europei di corsa in montagna  | Bad Kleinkirchheim     | A squadre      | Bronzo    | 42 p.       |      |
| 2005 | Mondiali di corsa in montagna | Wellington             | Corsa seniores | 9ª        | 43'46"      |      |
| 2005 | Mondiali di corsa in montagna | Wellington             | A squadre      | Oro       | 25 p.       |      |
| 2006 | Mondiali di corsa in montagna | Bursa-Uludag           | Corsa seniores | 12ª       | 50'49"      |      |
| 2006 | Mondiali di corsa in montagna | Bursa-Uludag           | A squadre      | Bronzo    | 46 p.       |      |
| 2006 | Europei di corsa in montagna  | Malé Svatoňovice       | Corsa seniores | 7ª        | 43'21"      |      |
| 2006 | Europei di corsa in montagna  | Malé Svatoňovice       | A squadre      | Oro       | 18 p.       |      |
| 2007 | Mondiali di corsa in montagna | Ovronnaz               | Corsa seniores | 11ª       | 42'40"      |      |
| 2007 | Mondiali di corsa in montagna | Ovronnaz               | A squadre      | Bronzo    | 29 p.       |      |
| 2007 | Europei di corsa in montagna  | Cauterets              | Corsa seniores | 10ª       | 56'05"      |      |
| 2007 | Europei di corsa in montagna  | Cauterets              | A squadre      | Bronzo    | 29 p.       |      |
| 2008 | Mondiali di corsa in montagna | Crans-Montana          | Corsa seniores | 28ª       |             |      |
| 2008 | Mondiali di corsa in montagna | Crans-Montana          | A squadre      | Bronzo    | 33 p.       |      |
| 2008 | Europei di corsa in montagna  | Zell am Harmersbach    | Corsa seniores | 8ª        | 41'54"      |      |
| 2008 | Europei di corsa in montagna  | Zell am Harmersbach    | A squadre      | Bronzo    | 22 p.       |      |
| 2009 | Mondiali di corsa in montagna | Campodolcino           | Corsa seniores | Argento   | 44'23"      |      |
| 2009 | Mondiali di corsa in montagna | Campodolcino           | A squadre      | Argento   | 24 p.       |      |
| 2009 | Europei di corsa in montagna  | Telfes                 | Corsa seniores | 10ª       | 58'40"      |      |
| 2009 | Europei di corsa in montagna  | Telfes                 | A squadre      | Oro       | 16 p.       |      |
| 2010 | Mondiali di corsa in montagna | Kamnik                 | Corsa seniores | 9ª        | 52'42"      |      |
| 2010 | Mondiali di corsa in montagna | Kamnik                 | A squadre      | Oro       | 17 p.       |      |
| 2010 | Europei di corsa in montagna  | Sapareva banja         | Corsa seniores | 11ª       | 41'18"      |      |
| 2010 | Europei di corsa in montagna  | Sapareva banja         | A squadre      | Oro       | 12 p.       |      |
| 2012 | Europei di corsa in montagna  | Denizli-Pamukkale      | Corsa seniores | 18ª       | 42'13"      |      |
| 2012 | Europei di corsa in montagna  | Denizli-Pamukkale      | A squadre      | Argento   | 30 p.       |      |

## Campionati nazionali[1]
1989
- 20ª ai campionati italiani di corsa campestre

1991
- 25ª ai campionati italiani di corsa campestre

1993
- 33ª ai campionati italiani di corsa campestre

1996
- 16ª ai campionati italiani di maratonina - 1h18'43"
- 4ª ai campionati italiani di corsa in montagna - 26'13"

1997
- Oro ai campionati italiani di corsa in montagna

2005
- Argento ai campionati italiani di corsa in montagna - 46'11"

2006
- Oro ai campionati italiani di corsa in montagna

2007
- 15ª ai campionati italiani di corsa campestre - 29'13"

2008
- Oro ai campionati italiani di corsa in montagna lunghe distanze

2010
- Oro ai campionati italiani di corsa in montagna lunghe distanze
- Argento ai campionati italiani di corsa in montagna a staffetta - 49'11"[2] (in squadra con Antonella Confortola)

2011
- 21ª ai campionati italiani di corsa campestre - 29'18"
- Argento ai campionati italiani di corsa in montagna lunghe distanze

2012
- Bronzo ai campionati italiani di corsa in montagna - 41'14"
- Oro ai campionati italiani di corsa in montagna lunghe distanze

## Altre competizioni internazionali[3]
1990
- 13ª al Campaccio ( San Giorgio su Legnano) - 17'27"

1991
- 20ª al Campaccio ( San Giorgio su Legnano)

1995
- 8ª ai Mondiali militari di cross ( Mayport) - 18'41"

1996
- 13ª al Cross della Vallagarina ( Villa Lagarina)

2005
- 15ª nella classifica generale di coppa del mondo di corsa in montagna
- 17ª alla BOclassic ( Bolzano), 5 km - 18'01"6

2006
- 8ª nella classifica generale di coppa del mondo di corsa in montagna
- Oro al Trofeo Vanoni ( Morbegno) - 22'54"
- Argento a La Ciaspolada ( Fondo)
- Oro ai Mondiali di corsa con le racchette da neve ( Schladming) - 32'26"

2007
- 4ª nella classifica generale di coppa del mondo di corsa in montagna
- 15ª al Cross della Vallagarina ( Villa Lagarina) - 29'13"
- Argento a La Ciaspolada ( Fondo)

2008
- Argento al Trofeo Vanoni ( Morbegno) - 22'56"
- Oro a La Ciaspolada ( Fondo)

2009
- 6ª nella classifica generale di coppa del mondo di corsa in montagna
- Oro al Trofeo Vanoni ( Morbegno) - 22'46"
- Oro a La Ciaspolada ( Fondo)

2010
- 19ª al Cross della Vallagarina ( Villa Lagarina) - 20'50"3
- Oro ai Mondiali di corsa con le racchette da neve ( Vancouver) - 57'05"
- Oro a La Ciaspolada ( Fondo)

2011
- Oro a La Ciaspolada ( Fondo)

2012
- 5ª al Trofeo Vanoni ( Morbegno) - 23'15"
- Oro ai Mondiali di corsa con le racchette da neve ( Québec) - 55'08"00

2013
- Bronzo ai Mondiali di corsa con le racchette da neve ( Fondo)